# Sim Var
Sim Var (en khmer : ស៊ឹម វ៉ា ; né le 2 février 1906 à Phnom Penh et mort en 24 octobre 1989 à Saint-Ouen) est un homme politique cambodgien, premier ministre du Cambodge à deux reprises entre le 26 juillet 1957 et le 10 juillet 1958.
Il est l'oncle de l'écrivain Soth Polin.

## Biographie
Sim Var fut un des premiers nationalistes cambodgiens. En 1936, avec Son Ngoc Thanh et Pach Chhoeun, il lance un journal, Nagaravatta (« Notre cité »), dont le succès préoccupe les autorités françaises et qui aurait adopté à partir de 1940 une ligne éditoriale nettement anti-coloniale, mais également anti-vietnamienne.
En avril 1946, il fonde avec Sisowath Youtevong et Ieu Koeus le parti démocrate. Cette formation militait pour une indépendance immédiate et un pays fondé sur le modèle de la Quatrième République française.
Vainqueurs des élections de 1946, les démocrates forment un gouvernement et offrent l'amnistie à tous les rebelles indépendantistes Khmers issarak qui veulent les rejoindre. Pour les Français, cette offre incitait les Cambodgiens à entretenir des relations avec la guérilla, ce qui ne pouvait que confirmer les soupçons de trahison du parlement envers le pouvoir colonial. En mars 1947, la police militaire française arrêtait Sim Var, alors vice-président du parlement et 16 autres membres du parti. Ils étaient accusés de faire partie d’une société secrète pro-Japonaise prétendument dénommée « les étoiles noires » liée au mouvement issarak et qui aurait projeté l’assassinat de ressortissants français. Ils seront détenus jusqu’à la fin de l’année et relâchées sans procès et sans qu’aucune preuve de l’existence de la société secrète n’ait été fournie.
Il connaîtra sa première expérience gouvernementale le 15 juin 1952, lorsque profitant de ses relations avec le prince Suramarit, père du roi, il est nommé ministre de l’information d’un cabinet dirigé par Norodom Sihanouk et dont le but avoué est d’arracher aux Français l’indépendance totale du Cambodge dans les trois ans.
L'indépendance acquise dès l'année suivante, Norodom Sihanouk abandonne son trône à son père en 1955 pour pouvoir se consacrer à la politique et fonde sa propre formation, le Sangkum Reastr Niyum. Sim Var en devient le secrétaire, poste qu'il abandonnera à Sam Sary en décembre 1955.
Cinq années plus tard, le 26 juillet 1957, alors que le prince se retire pour un temps de la politique, Sim Var accède au poste de Premier ministre. Le gouvernement veut « suivre la voie tracée par le prince », mais les parlementaires, qui veulent profiter de l'absence de Norodom Sihanouk pour acquérir une plus grande autonomie, se heurtent à la réserve du nouveau Premier ministre à leur égard. Le roi Norodom Suramarit ayant refusé d’intervenir, le pouvoir se délite et Sim Var, par le biais d’un éditorial dans un journal acquis à sa cause demande instamment le retour du prince. Quand Sihanouk revient à Phnom Penh, il ne veut pas reprendre la tête du gouvernement et pense que la crise va se résorber d’elle-même. Toutefois, Sim Var est plus que jamais résolu à céder la place et ses ennemis à le faire partir. Le premier ministre suggère alors de dissoudre l’assemblée, ce que Sihanouk hésite à faire et décide de soumettre la question lors d’un prochain congrès du Sangkum. Le congrès est convoqué pour janvier 1958. Il espère alors qu’un débat va régler le problème, mais les dissensions entre Sim Var et le parlement sont trop profondes pour être aplanies. Après deux jours de discussions, le gouvernement demande au roi de dissoudre l'assemblée. Le décret est publié et les députés élus en 1955 sont renvoyés à leurs foyers.
Après les nouvelles élections, Sim Var, qui avait été remplacé par Ek Yi Oun peu après la dissolution, retrouve son poste de premier ministre, mais très vite des différends avec le parlement réapparaissent sur les questions économiques et il est contraint à la démission moins de trois mois après sa prise de fonction.
À partir du milieu des années 1960, les relations entre Norodom Sihanouk et Sim Var se tendent, le second reprochant au premier de ne s'entourer que de courtisans plus intéressés par flatter l'orgueil du chef de l'État qu'à lui prodiguer les conseils avisés dont il aurait bien besoin. Il finira par rejoindre l'aile conservatrice du Sangkum qui gagnera les élections de 1966.
Peu après cette victoire, il prend le contrôle du quotidien La Dépêche, puis, en 1967, de Khmer Ækreatch (« Khmer indépendant ») qui soutiennent ouvertement la politique menée par le nouveau Premier ministre Lon Nol. Par leur ligne résolument anticommuniste, ces journaux s'opposent à l'aile gauche du mouvement sihanoukhiste qui se rassemble derrière Chau Seng et Hu Nim au sein d'un autre quotidien appelé La Nouvelle Dépêche. La bataille d’éditoriaux qui s'ensuit se transforme dès le printemps 1967 en émeute. Des centaines de jeunes sympathisants de gauche répondent à des articles acerbes de Khmer Ækreatch qui critiquaient la politique de rapprochement avec la Chine en prenant d’assaut le siège du journal et détruisent son imprimerie. Les dégâts sont importants, mais il n’y aura ni blessés ni arrestations. Parmi les graffitis sur les murs, à côté des « Longue vie à Monseigneur Papa », on trouve des « Sim Var est un chien américain ». D’après plusieurs comptes rendus de l’époque, beaucoup de manifestants semblaient d’origine chinoise, certainement excédés par les propos de Sim Var qui les accusait d’être au service du président Mao. Ces actes de violence servaient les desseins de Sihanouk et l’enquête qui en découlera ne débouchera sur aucune condamnation.
Membre de l’assemblée nationale qui déposera Norodom Sihanouk de son poste de chef de l’État le 17 mars 1970, il sera nommé peu après ambassadeur de la République khmère à Tokyo. Lorsque les troupes khmères rouges investissent Phnom Penh en avril 1975, il se réfugie en France où il décédera en octobre 1989.